# میشل آنتوان کاره
میشل آنتوان کاره (فرانسوی: Michel-Antoine Carré‎؛ ‏ ۷ فوریهٔ ۱۸۶۵ – ۱۱ اوت ۱۹۴۵) بازیگر، کارگردان فیلم، نمایشنامه‌نویس، فیلم‌نامه‌نویس و لیبرتو اهل فرانسه بود.
از فیلم‌ها یا مجموعه‌های تلویزیونی که وی در آن‌ها نقش داشته‌است، می‌توان به معجزه اشاره نمود.
وی همچنین برندهٔ جوایزی همچون لژیون دونور شده‌است.